# Пребранац
Пребранац је јело од куваног и згњеченог пасуља, део је домаће и стране кухиње – прави се у Латинској Америци, мексичкој и тексашко–мексичкој кухињи.

## Рецепт
У мексичкој и тексашко–мексичкој кухињи се пребранац обично припрема са пинто пасуљем, али и многе друге врсте се користе у другим деловима Мексика као што су обични пасуљ, перуано или црвени пасуљ. Сирови пасуљ кувају када га осуше или натопе преко ноћи, динстају, цеде већину преостале течности и гњече или ситне. Нешто од оцеђене течности додају ако је конзистенција превише сува, затим пеку или прже пасуљ обично са луком у малој количини масти, биљног уља, сланине или маслаца и зачинима. У Мексику се најчешће користи свињска маст која има велики утицај на укус. Често га служе као прилог уз већи оброк или га увијају у тортиљу и тако праве бурито од пасуља. У Сједињеним Америчким Државама се пребранац најчешће прави од пинто пасуља, служи се као прилог уз већину оброка у тексашким–мексичким ресторанима. Постао је веома популаран као додатак за кукурузни чипс и наћосе. Представља и примарни састојак у многим рецептима за тостаду. 
У Србији постоје различити рецепти прављена пребранца, један од њих наводи да се прави тако што се бели пасуљ стави у лонац, налије хладном водом и кува до кључања. Када се оцеди, налије се врелом водом и кува док не омекша, водећи рачуна да се не прекува, након чега се оцеди од воде. Затим се очистити црни лук и стави у хладну воду да постоји десетак минута након чега се исече на танке колутове. Један део уља се загреје у шерпи и испржи се црни лук да порумени, дода се мало млевеног бибера, алеве паприке и со по укусу. Тепсија се подмаже и на дно се равномерно стави ред пасуља, а преко њега испржени лук. Процес се понавља док се не утроши пасуљ и лук, сваки ред лука се залива преосталим уљем. Последњи ред увек мора да буде пасуљ преко кога се ставља један лист лорбера, два чена белог лука и по жељи једна љута сува паприка. На крају се све залије уљем и ставља у пећ загрејане рерне на пола сата.